# Святой Александр (шнява)
«Святой Александр» — шнява Каспийской флотилии Российской империи. Во время несения службы принимала участие в Персидском походе Петра I 1722—1723 годов, а также в разное время в исследованиях Каспийского моря под руководством князя А. Бековича-Черкасского, князя В. А. Урусова и капитан-поручика К. П. фон Вердена.

## Описание судна
Парусная шнява с деревянным корпусом, длина судна между перпендикулярами по сведениям из различных источников составляла от 21,13 до 22,7 метра, ширина 5—5,3 метра, а осадка 1,9—1,93 метра.

## История службы

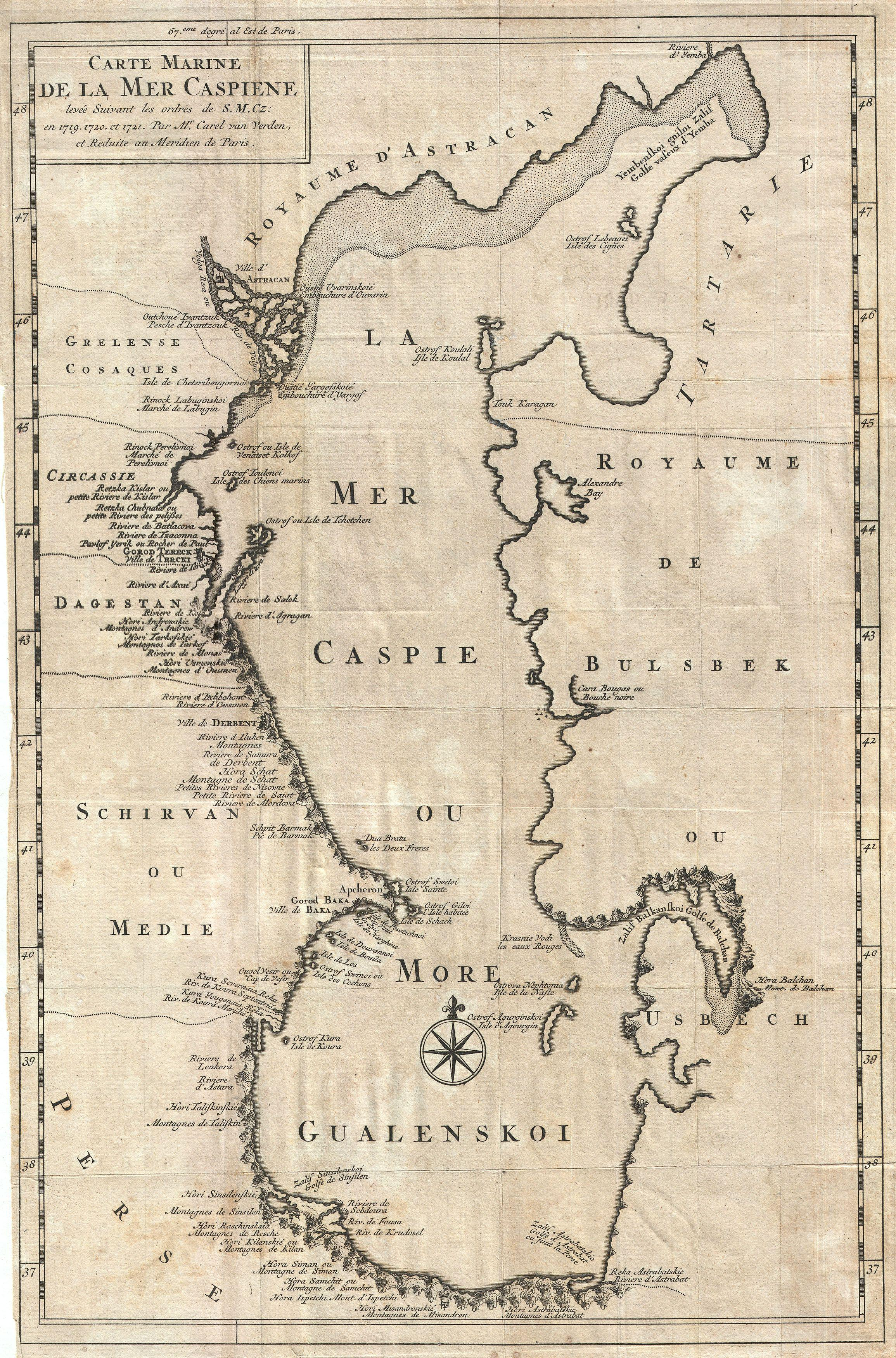
Карта Каспийского моря, 1721 год

Шнява «Святой Александр» была заложен на стапеле Казанского адмиралтейства в декабре 1714 года и после спуска на воду в 1716 году вошла в состав Каспийской флотилии России. Строительство шнявы вёл кораблестроитель — подмастерье скампавейного дела М. Р. Черкасов. Летом того же года совершила переход с верфи по Волге в Астрахань.
В кампании 1716 и 1717 годов входила в состав экспедиции князя А. Бековича-Черкасского по исследованию берегов Каспийского моря. В кампанию следующего 1718 года находилась в составе экспедиции князя В. А. Урусова, во время которой была выполнена опись и подготовлена карта восточного берега Каспийского моря. В 1719 и 1720 годах входила в состав экспедиционного отряда капитан-поручика К. П. фон Вердена, также занимавшегося исследованиями Каспийского моря и подготовившего плоскую карту моря, которая в 1720 году была представлена в Парижской академии наук.
Принимала участие в Персидском походе 1722—1723 годов. С 18 (29) июля по 28 июля (8 августа) 1722 года совершила переход из Астрахани в Аграханский залив, где принимала участие в высадке десанта. После высадки десанта шнява вновь вышла в море и к 23 августа (3 сентября) прибыла к Дербенту. В октябре того же года перешла от Дербента в Аграханский залив. 
По одним данным шнява «Святой Александр» разбилась у Дербента в 1722 году, по другим данным до конца 1723 года находилась в Аграханском заливе, а по завершении службы в 1724 году была разобрана в Астрахани.

## Командиры шнявы
Командирами шнявы «Святой Александр» в составе Российского императорского флота в разное время служили:
- унтер-лейтенант Пётр Юшков (с августа 1722 года до 1723 года)[2][9].